# Austrasia

Mapa de la expansión del Imperio franco entre 481 y 814, donde se muestra la situación de Austrasia y Neustria. Fuente: Historical Atlas, de William R. Shepherd. Nueva York: Henry Holt and Company, 1911.

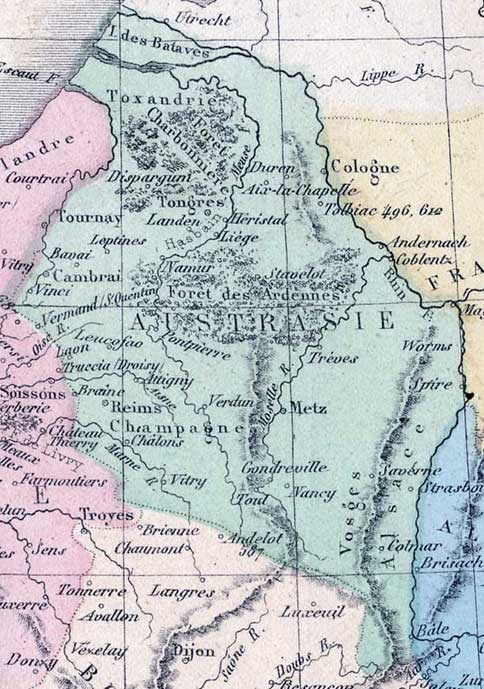
Mapa de Austrasia en 752. Fuente: Atlas classique de géographie ancienne et moderne, à l'usage des institutions et des autres établissements d'instruction publique, de C.-J. Drioux & Ch. Leroy; fecha del mapa: 1850.

Austrasia (en francés: Austrasie, en alemán: Austrasien) es el nombre con el que se conoce la parte nororiental del reino Franco durante el periodo de los reyes merovingios, en contraposición a Neustria, que era la parte noroccidental.
Clodoveo I el Grande, rey de los francos, dispuso que su reino fuese dividido entre sus hijos a su muerte en 511: Neustria para Clotario, Austrasia para Teodorico, Orleans para Clodomiro, y París para Childeberto.  Desde este momento hasta la reunificación del reino por Pipino el Breve a mediados del siglo VIII, Austrasia fue durante la mayor parte del tiempo un reino independiente, con capital en Metz.
Austrasia estaba formada por territorios del este de la actual Francia, oeste de Alemania, Bélgica y los Países Bajos. De forma aproximada comprendía las cuencas de los ríos Rin, Mosa y Mosela. Además de Metz incluía localidades como Reims (que sirvió de capital para algunos reyes de Austrasia), Colonia o Tréveris. Su influencia se prolongaba hacia el este llegando a Turingia y Baviera.
Desde la creación del reino en 511, Austrasia estuvo constantemente envuelta en disputas con su vecina Neustria. Estas disputas alcanzaron su clímax con las guerras que enfrentaron a la reina Brunegilda de Austrasia y la reina Fredegunda. En 613, una rebelión de la nobleza contra Brunegilda depuso a la reina y la entregó, junto con el reino, al rey Clotario II de Neustria, que reunificó ambos reinos y creó un Reino Franco unido gobernado desde París.
Con el debilitamiento de la influencia real en Austrasia, el puesto de Mayordomo de Palacio se convirtió en el auténtico poder fáctico del reino y se tornó hereditario dentro de la familia carolingia. Tras la deposición del último rey merovingio por los carolingios, Austrasia no volvió a formar un reino aparte. Bajo los sucesores de Carlomagno recibía el nombre de Austrasia la parte oriental del Imperio, la futura Alemania.

## Etimología
El nombre Austrasia no está bien documentado en el periodo merovingio. El primer registro que se conserva del término es de Gregorio de Tours, que escribió hacia el año 580. Más adelante lo utilizó el cronista francés Aimoin de Fleury hacia el año 1000. Es presumiblemente la latinización de un nombre del idioma fráncico, reconstruido como *Oster-rike («Reino del Este»).
Al igual que el nombre Austria, contiene la palabra en protogermánico «east», y significa «tierra del este». El término designaba el territorio original de los francos en contraste con Neustria, la «(nueva) tierra occidental», en el norte de Galia.

## Historia

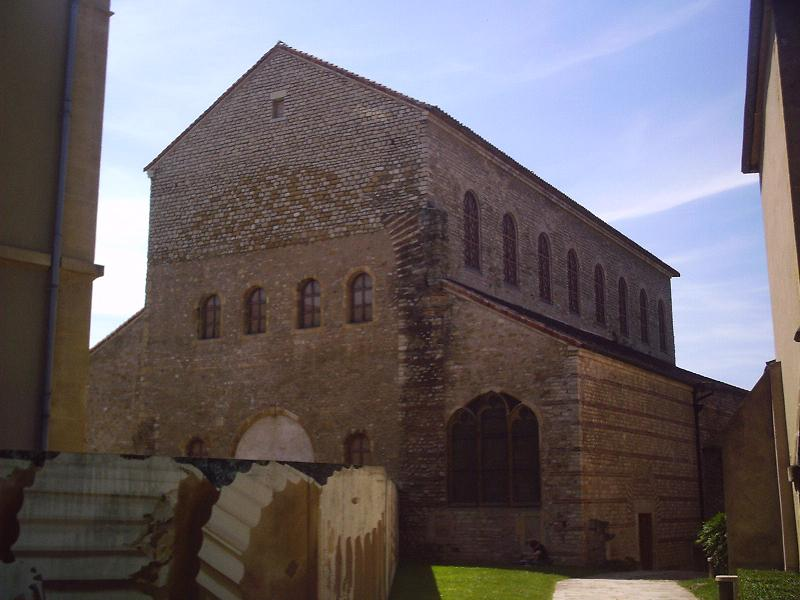
Antigua Iglesia de Saint-Pierre-aux-Nonnains del en Metz, capital del reino de Austrasia,

Tras la muerte del rey franco Clodoveo I en 511, sus cuatro hijos se repartieron su reino, recibiendo Teuderico I las tierras que se convertirían en Austrasia. Descendientes de Teuderico, una línea de reyes gobernó Austrasia hasta 555, cuando se unió a los demás reinos francos de Clotario I, que heredó todos los reinos francos en 558. Éste repartió el territorio franco entre sus cuatro hijos, pero los cuatro reinos se unieron en tres a la muerte de Cariberto I en 567: Austrasia bajo Sigeberto I, Neustria bajo Chilperico I, y Burgundia bajo Guntram. Estos tres reinos definieron la división política de Francia hasta el ascenso de la Carolingios e incluso después.
El antiguo “reino de Teodorico I” pasó a manos de Sigiberto I (c. 525-575). Sin embargo, tras la muerte del rey Carlos I de París en 567, su reino se dividió entre los otros tres hermanos, recibiendo Siguiberto Poitiers y Tours . Se formaron así tres reinos (Neustria, Austrasia y Borgoña ), aunque París quedó bajo el gobierno común de los tres reyes. Inicialmente, la capital del reino, que se llamó por primera vez Austrasia en 577, era Reims, pero poco a poco Metz, situada en el centro de Austrasia, se convirtió en la ciudad principal .
Desde 567 hasta la muerte de Sigeberto II en 613, Neustria y Austrasia lucharon entre sí casi constantemente, con Borgoña haciendo de pacificadora entre ellas. Estas luchas alcanzaron su punto culminante en las guerras entre Brunilda y Fredegund, reinas respectivamente de Austrasia y Neustria. Finalmente, en 613, una rebelión de la nobleza contra Brunilda hizo que ésta fuera traicionada y entregada a su sobrino y enemigo en Neustria, Clotario II. Clotario tomó entonces el control de los otros dos reinos e instauró un reino franco unido con capital en París. Durante este periodo aparecieron los primeros majores domus o mayordomos de palacio. Estos funcionarios actuaban como mediadores entre el rey y el pueblo de cada reino. Los primeros alcaldes austrasianos procedían de la familia Pipínidas, que experimentó un lento pero constante ascenso hasta que acabó desplazando a los merovingios en el trono.

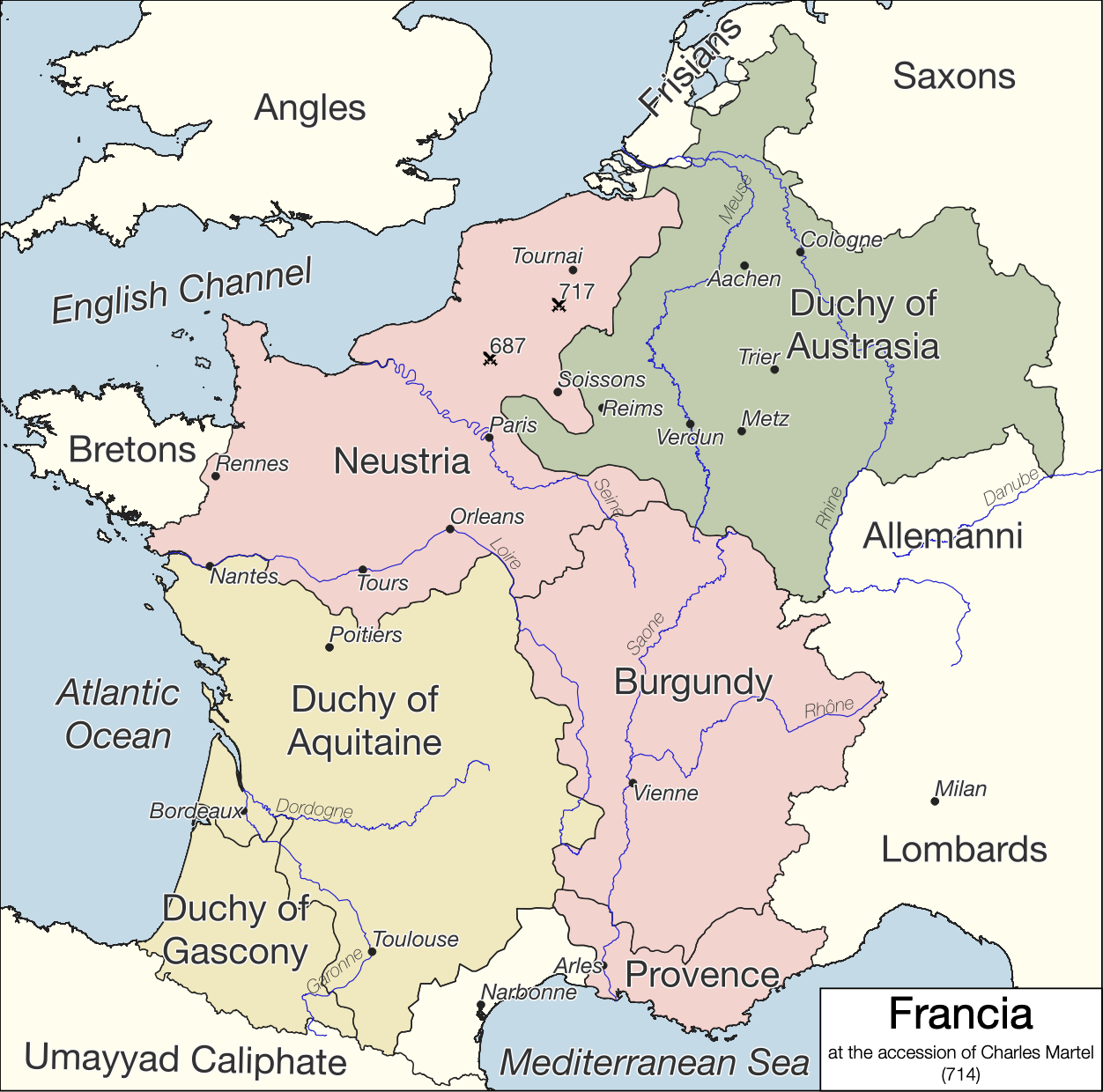
Mapa de Francia en 714 (Austrasia aparece en verde).

En 623, los austriacos pidieron a Clotario II un rey propio y éste nombró a su hijo Dagoberto I para gobernarlos con Pepino de Landen como regente. El gobierno de Dagoberto en Austrasia fue muy admirado. En 629 heredó Neustria y Borgoña. Austrasia volvió a ser desatendida hasta que, en 633, el pueblo volvió a exigir al hijo del rey como rey propio. Dagoberto accedió y envió a su hijo mayor Sigeberto III a Austrasia. Los historiadores suelen calificar a Sigeberto como el primer roi fainéant, o rey inútil, de la dinastía merovingia. Su corte estaba dominada por los alcaldes. En 657, el mayordomo Grimoaldo el Viejo consiguió colocar a su hijo Childeberto el Adoptado en el trono, donde permaneció hasta 662. A partir de entonces, Austrasia fue predominantemente el reino de los Arnulfing mayordomos de palacio y su base de poder. Con la Batalla de Tertry en 687, Pepino de Heristal derrotó al rey neustrio Teuderico III y estableció su alcaldía sobre todos los reinos francos. Este hecho fue considerado por los contemporáneos como el inicio de su "reinado". También marcó el dominio de Austrasia sobre Neustria, que duraría hasta el final de la era merovingia.
En 718, Carlos Martel contó con el apoyo austriaco en su guerra contra Neustria por el control de todos los reinos francos. No fue rey él mismo, sino que nombró a Clotario IV para gobernar en Austrasia. En 719, Francia fue unida por la familia de Martel, la dinastía carolingia, bajo la hegemonía de Austrasia. Al final de su reinado, Carlos Martel dividió Francia entre sus hijos, Carlomán y Pipino (el Breve). Este último habría de convertirse en el primer rey de la dinastía carolingia. Carlomagno, hijo de Pipino y por tanto nieto de Carlos, extendió los territorios francos y se convirtió en el primer emperador en occidente desde la caída de Roma. Mientras que los reyes francos continuaron dividiendo el reino franco de diferentes maneras durante las generaciones posteriores, el término Austrasia sólo se utilizó ocasionalmente después de la dinastía carolingia.

## Sociedad y comercio
El período de 500 a 700 d. C. en Austrasia se caracterizó por una significativa evolución social y comercial, influenciada tanto por desarrollos internos como por influencias externas. Este período en Austrasia fue testigo de la consolidación del poder político, la propagación del cristianismo, el crecimiento de centros urbanos y el desarrollo de un paisaje económico diverso, moldeado por la producción agrícola y el comercio a larga distancia. Estos desarrollos sentaron las bases para una mayor evolución en la Edad Media en Europa.

### Evolución Social
Austrasia formaba parte del Reino Franco, que estaba en proceso de consolidación bajo la dinastía Merovingia. Este período vio la centralización gradual del poder bajo reyes como Clodoveo I y sus sucesores. Surgieron estructuras de gobierno local, sentando las bases para el feudalismo más adelante.
El cristianismo se extendió por la región durante este tiempo, en gran parte gracias a los esfuerzos de los misioneros y al apoyo de los gobernantes. El monasticismo fue influyente, con monasterios que se convirtieron en centros de aprendizaje, agricultura y administración.
Aunque los centros urbanos no eran tan prominentes como en la época romana, algunas ciudades como Colonia y Metz continuaron floreciendo como centros políticos y económicos. El comercio y las actividades artesanales en estas ciudades contribuyeron a su crecimiento. La sociedad estaba estratificada, con la aristocracia y el clero teniendo un poder e influencia significativos. La mayoría de la población campesina trabajaba la tierra bajo diversas formas de señorío.

### Comercio y Economía
Austrasia estaba estratégicamente ubicada, facilitando rutas comerciales que la conectaban con otras partes de Europa. Ríos como el Rin y el Mosela fueron cruciales para el comercio, permitiendo el transporte de mercancías a largas distancias. La agricultura fue la columna vertebral de la economía, con un enfoque en cultivos de cereales, ganado y viticultura. Las grandes explotaciones agrícolas (villae) desempeñaron un papel central en la producción agrícola, apoyadas por el trabajo de los siervos.
Los centros urbanos fueron núcleos de artesanía y comercio. Los artesanos producían bienes como textiles, cerámica y metalurgia, satisfaciendo las necesidades locales y participando en redes comerciales regionales. Se mantuvo el uso de la moneda romana, aunque su uso disminuyó con el tiempo. El trueque y el intercambio de bienes fueron comunes, complementados por una economía monetaria rudimentaria. Austrasia participó en redes comerciales que se extendían hasta Bizancio en el este y las islas británicas en el oeste. Se comerciaban bienes de lujo como textiles, especias y joyas a lo largo de estas rutas, contribuyendo a la prosperidad de la región.
La inestabilidad periódica, las invasiones y los cambios climáticos influenciaron las actividades económicas. La llegada del Islam y su expansión en el Mediterráneo alteraron las rutas comerciales, afectando la dinámica comercial de Austrasia.

## Geografía
Austrasia abarcaba territorios del este de la actual Francia, oeste de Alemania, Bélgica y los Países Bajos. De forma aproximada comprendía las tierras situadas en las cuencas de los ríos Rin, Mosa y Mosela. Su influencia se prolongaba hacia el este llegando a Turingia y Baviera. Metz fue la capital austrasiásica, aunque algunos reyes gobernaron desde Reims, Tréveris y Colonia. Otras ciudades importantes fueron Verdun, Worms, y Espira. La Abadía de Fulda fue fundada en el este de Australia en la última década del período merovingio.
Limitaba con Frisia y la antigua Sajonia al norte, Turingia al este, Alamania y Borgoña al sur y Neustria al suroeste. La frontera exacta entre Neustria merovíngia y Australia no es clara respecto a zonas como los condados medievales de Flandes, Brabante y Henao, y zonas inmediatamente al sur.
En la Alta Edad Media, su territorio se dividió entre los ducados de Lotaringia y Francònia en Alemania , con algunas partes occidentales incluyendo Reims y Rethel que pasaron al Reino de Francia.
Sus límites exactos fueron algo fluidos a lo largo de la historia de los subreinos francos, pero se puede considerar que Australia corresponde aproximadamente al territorio del actual Luxemburgo, partes del este de Bélgica, el noreste de Francia ( Lorena y Champaña-Ardenas), el centro-oeste de Alemania (Renania, Hessen y Francia ) y el sur de los Países Bajos (Limburgo, Brabante del Norte, con un saliente al norte del Rin que incluye Utrecht y partes de Gelderland).

## Monarcas

### Duques y Reyes de Austrasia
- 511 – 534: Teodorico I de Austrasia
- 534 – 548: Teodeberto I
- 548 – 555: Teodebaldo
- 555 – 561: Clotario I
- 561 – 575: Sigeberto I
- 575 – 595: Childeberto II
- 596 – 612: Teodeberto II
- 613 – 613: Brunegilda
- 615 – 623: Clotario III
- 623 – 638: Dagoberto I
- 638 – 656: Sigeberto III
- 656 – 662: Childeberto
- 662 – 675: Childerico II
- 676 – 679: Dagoberto II
- 678 – 691: Teoderico III
- 691 – 695: Clodoveo III
- 695 – 711: Childeberto III
- 711 – 715: Dagoberto III
- 715 – 718: Carlos Martel
- 718 – 719: Clotario IV
- 719 – 720: Carlos Martel
- 720 – 737: Teodorico IV
- 737 – 743: Carlos Martel
- 743 – 751: Childerico III (también rey de Neustria)

### Mayordomos de Austrasia
- ¿?? – 548: Parthemius
- 576 – 581: Gogo
- 581 – ???: Wandalenus
- 595 – ???: Protadus
- ¿?? – 600: Claudius
- 600 – ???: Gundulf
- ¿?? – 612: Landerich
- 612 – 613: Warnachar
- 613 – 616: Rado
- 616 – 623: Hugo Chulus
- 623 – 629: Pipino de Landen
- 629 – 639: Ansegisel
- 639 – ???: Pipino de Landen (segunda vez)
- ¿?? – 642: Otto
- 642 – 656: Grimoaldo el Viejo
- 662 – 675: Wulfoaldo
- 675 – 675: Leudesius
- 675 – 679: Wulfoaldo (segunda vez)
- 679 – 714: Pipino de Heristal
- 716 – 741: Carlos Martel
- 741 – 747: Carlomán
- 747 – 751: Pipino el Breve

En 751 Pipino el Breve se proclamó rey y derrocó al último rey merovingio, estableciendo la dinastía carolingia. Desaparece el cargo de Mayordomo de Palacio, que antes ostentaba.

## Posteridad
Los escritores de la Edad Media central siguieron utilizando términos de la Alta Edad Media  para referirse a zonas geográficas. Por ejemplo, Raoul Glaber utiliza "Austrasia" para referirse al Reino de Borgoña del periodo 534-843 en su obra Histoires.